# Sacha Delaye
Sacha Delaye, né le 23 avril 2002 à Rennes, en France, est un footballeur français qui évolue au poste de milieu central au SC Austria Lustenau.

## Biographie

### En club

#### Montpellier HSC
Né à Rennes en France, Sacha Delaye est formé par le Montpellier HSC. Il joue son premier match en professionnel le 23 mai 2021, lors de la dernière journée de la saison 2020-2021 de Ligue 1, face au FC Nantes. Il entre en jeu à la place de Joris Chotard lors de cette rencontre remportée par son équipe sur le score de deux buts à un.
Le 28 janvier 2022 il signe son premier contrat professionnel avec le MHSC. Le 1er mai 2022 il délivre sa première passe décisive, lors d'une rencontre de championnat face au FC Metz, permettant à Elye Wahi d'égaliser et d'obtenir le point du match nul (2-2 score final),.

#### Prêt au Puy Foot (2023)
Bénéficiant d'un faible temps de jeu, Sacha Delaye, 20 ans, est prêté sans option d'achat au Le Puy Foot 43 en National jusqu'à la fin de la saison.
Il joue son premier match pour le club le 13 janvier 2023, lors d'une rencontre de championnat face à l'AS Nancy-Lorraine. Il entre en jeu et les deux équipes se neutralisent (1-1 score final).
Austria Lustenau
Après 16 ans passés au MHSC, Sacha Delaye quitte le club le 18 Juillet 2024 et s’engage jusqu’en 2026 à l’Austria Lustenau, en Autriche.

## Vie privée
Sacha Delaye est le fils de Philippe Delaye, ancien footballeur professionnel passé par le Montpellier HSC.